# Tron (huyện)
Tron (tiếng Thái: ตรอน) là một huyện (amphoe) thuộc tỉnh Uttaradit, miền nam Thái Lan.

## Địa lý
Các huyện giáp ranh (từ phía bắc theo chiều kim đồng hồ): Laplae, Mueang Uttaradit, Thong Saen Khan, Phichai thuộc tỉnh Uttaradit, Si Nakhon và Si Satchanalai thuộc tỉnh Sukhothai.

## Hành chính
Huyện này được chia thành 5 phó huyện (tambon), các đơn vị này lại được chia ra thành 47 làng (muban). Có hai thị trấn (thesaban tambon) - Tron nằm trên một phần của tambon Wang Daeng, và Ban Kaeng nằm trên một phần của tambon cùng tên. Có 5 Tổ chức hành chính tambon.
| STT. | Tên            | Tên Thái  | Số làng | Dân số |  |
| ---- | -------------- | --------- | ------- | ------ |  |
| 1.   | Wang Daeng     | วังแดง     | 12      | 11.249 |  |
| 2.   | Ban Kaeng      | บ้านแก่ง    | 10      | 7.691  |  |
| 3.   | Hat Song Khwae | หาดสองแคว | 7       | 4.305  |  |
| 4.   | Nam Ang        | น้ำอ่าง     | 10      | 8.057  |  |
| 5.   | Khoi Sung      | ข่อยสูง     | 8       | 4.428  |  |